# Hark Olufs
Hark Olufs, né le 17 juillet 1708 à Nebel, sur l'île d'Amrun, et mort le 13 octobre 1754, à Süddorf, sur la même île, est un marin, puis esclave, trésorier et commandant militaire dans la régence d'Alger, d'origine frisonne du nord.
À l'âge de 16 ans, il a été capturé par des pirates barbaresques et vendu en esclavage à Alger. En travaillant avec succès comme esclave au service du bey de Constantine, Kelian Hosseïn, il finit par s'élever dans la hiérarchie et se libérer de la captivité.

## Biographie
Hark Olufs est né le 17 ou 19 juillet 1708, sur l'île frisonne septentrionale d'Amrum, qui appartenait alors au Danemark-Norvège. Il est le fils d'un capitaine de navire nommé Oluf Jensen. En 1721, il devient marin sur l'un des navires de son père, le Hoffnung.
Le 10 mars 1724, lors d'un voyage de Nantes à Hambourg, son navire est saisi par des pirates barbaresques algériens, et lui, et ses deux cousins sont pris en otages. La famille d'Oluf ne peut pas se permettre de payer la haute rançon demandée par les marchands d'esclaves de Barbarie pour sa libération. La famille envoie une demande de prêt au Danemark, mais la requête est rejetée.
Par la suite, Olufs est vendu comme esclave sur le marché des esclaves d'Alger. De 1724 à 1727/28, il est un esclave-serviteur du bey de Constantine, Kelian Hosseïn, et s'élève en responsabilité pour devenir son trésorier. Entre 1728 et 1732, il est nommé commandant des gardes du corps du bey. En 1732, il devient Agha ed-Deira, commandant en chef de la cavalerie locale, et en septembre, il participe au siège d'Oran par le dey Baba Ibrahim contre les Espagnols. Il réalise son pèlerinage à la Mecque, et en 1734, pendant qu'il voyage à Marrakech, son père tente de le récupérer, sans succès.  

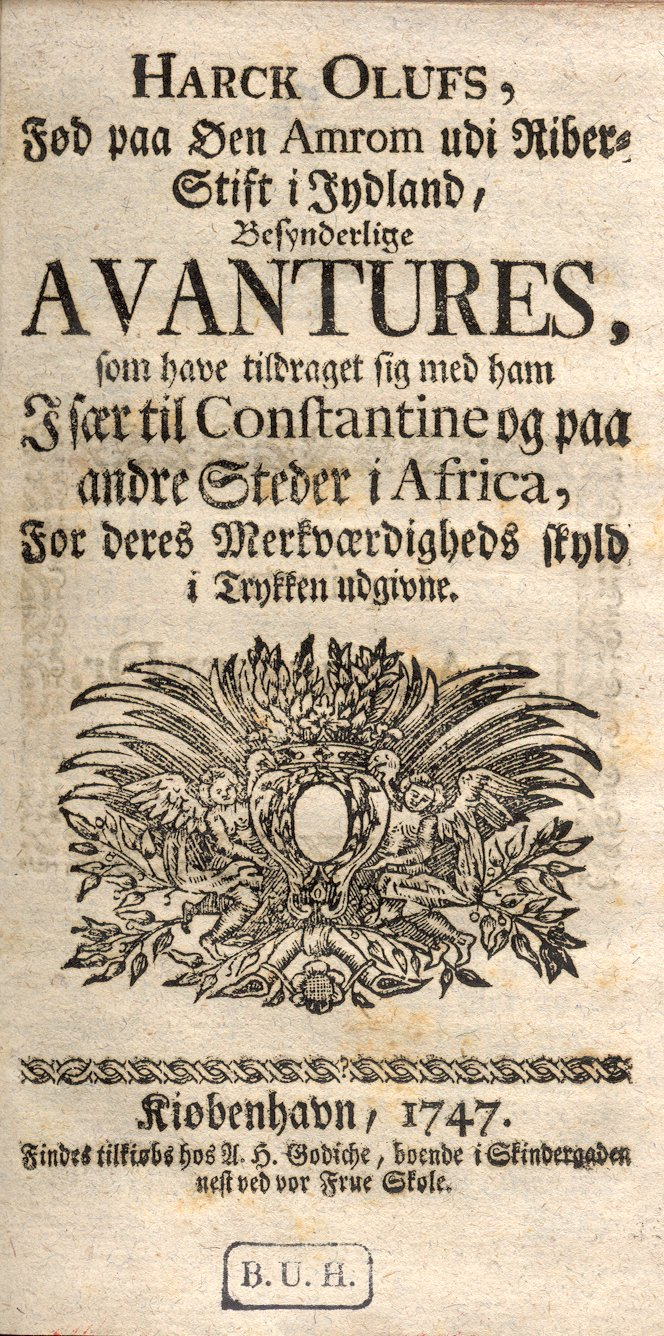
Première page de la première édition de l'autobiographie de Hark Olufs, 1747.

Le 4 septembre 1735, il participe à la bataille de Smendja contre la régence de Tunis voisine, puis plus tard, il prend part à la conquête de Tunis par l'armée algérienne durant le règne de Hussein Ier Bey. En récompense, il est libéré le 31 octobre 1735, et est autorisé à retourner à Amrum, qu'il retrouve le 25 avril 1736. En 1747, il publie une autobiographie en danois, qui est traduite en allemand en 1751. Hark Olufs décède le 13 octobre 1754, à Süddorf, dans l'Amrum. Sa pierre tombale est toujours visible dans le cimetière de Nebel.

## Référencement

### Lecture complémentaire
- (de) Udo Weinbörner, Der General des Bay. Das abenteuerliche Leben des Amrumer Schiffsjungen Hark Olufs, Bad Honnef, Horlemann, 2010, 288 p. (ISBN 978-3-89502-299-9)